# Phaeostigma
Genre
Phaeostigma est un genre d'insectes ailés au long cou de la famille des Raphidiidae.
Ce genre comprend de nombreuses espèces regroupées selon Fauna Europaea (10 juin 2014) en 8 sous-genres :
- Phaeostigma (Aegeoraphidia)
- Phaeostigma (Crassoraphidia)
- Phaeostigma (Graecoraphidia)
- Phaeostigma (Magnoraphidia)
- Phaeostigma (Miroraphidia)
- Phaeostigma (Phaeostigma) - dont Phaeostigma (Phaeostigma) notata (Fabricius, 1781)
- Phaeostigma (Pontoraphidia)
- Phaeostigma (Superboraphidia)